# Loch Ewe
Loch Ewe (schottisch-gälisch Loch Iùbh) ist ein Meeresarm (sea loch) im Bezirk Wester Ross der Northwest Highlands von Schottland. Der 6,5 km lange Fluss Ewe mündet in Loch Ewe. Der Meeresarm war im Zweiten Weltkrieg wichtiger Sammelplatz für alliierte Nordmeergeleitzüge in Richtung Sowjetunion.
Die größte an Loch Ewe gelegene Ortschaft ist Aultbea mit 370 Einwohnern.

## Geschichte
Aufgrund der Schutz bietenden Lage des von Hügeln und schwer zugänglichem Gelände umgebenen Meeresarms war Loch Ewe schon früh ein Sammelpunkt für die Schifffahrt.
Um 1610 wurde in der Gegend am Ende der Bucht, wo das heutige Poolewe liegt, um eine Eisenschmelze herum erschlossen, in der die in den umliegenden Wäldern hergestellte Holzkohle als Brennstoff verwendet wurde. Englische Eisenproduzenten fanden es wirtschaftlicher, das Erz zur Verhüttung nach Poolewe zu verschiffen, als die aufbereitete Holzkohle nach England zu verschiffen, um dort Schmelzöfen zu betreiben.
Die Bauerndörfer, die in den 1840er Jahren in Folge einer Bodenrechtsreform der örtlichen Kirchengemeinde gegründet wurden, waren klein. Bualnaliub, fünfzehn Kilometer nördlich von Poolewe gelegen, hatte 11 Häuser und 50 Einwohner (Zensus 1841). Mellon Charles, 6 km westlich, hatte 216 Einwohner in 42 Häusern. Ormiscaig, ungefähr auf halbem Weg zwischen den beiden vorgenannten Siedlungen, hatte 10 Häuser und 48 Einwohner. 1981 lebten noch 10 Menschen in Bualnaluib, 24 in Ormiscaig und 110 in Mellon Charles.
1911 wurde auf der Landzunge zwischen Gairloch und Poolewe ein 21 m hoher Leuchtturm (70 Fuß) gebaut.
Loch Ewe war während des Zweiten Weltkriegs ein Stützpunkt der Home Fleet.
Der Meeresarm war ein wichtiger Sammelpunkt für die alliierten Nordmeergeleitzüge, nachdem es 1942 zu der verlustreichen Schlacht um Geleitzug PQ 17 gekommen war und es galt, die Aufklärung für die deutsche Seite zu erschweren. Handelsschiffe aus britischen, US-amerikanischen und anderen Häfen wurden in Loch Ewe zu Geleitzügen zusammengestellt und liefen als solche unter dem Schutz von Kriegsschiffen aus.
Nach der bedingungslosen Kapitulation der Wehrmacht im Mai 1945 wurde Loch Ewe zum britischen Sammelpunkt für viele der deutschen U-Boote, die in See die Flagge gestrichen hatten.
Heute ist Loch Ewe noch immer für die Marine von Bedeutung. Es gibt eine NATO-Versorgungspier in der Nähe von Aultbea, an der Marineschiffe Treibstoff bunkern können. In Mellon Charles befindet sich ein kleines Marine-Depot. Die meisten im Zweiten Weltkrieg genutzten Gebäude stehen heute (2019) noch.

### Gedenken an Nordmeergeleitzüge

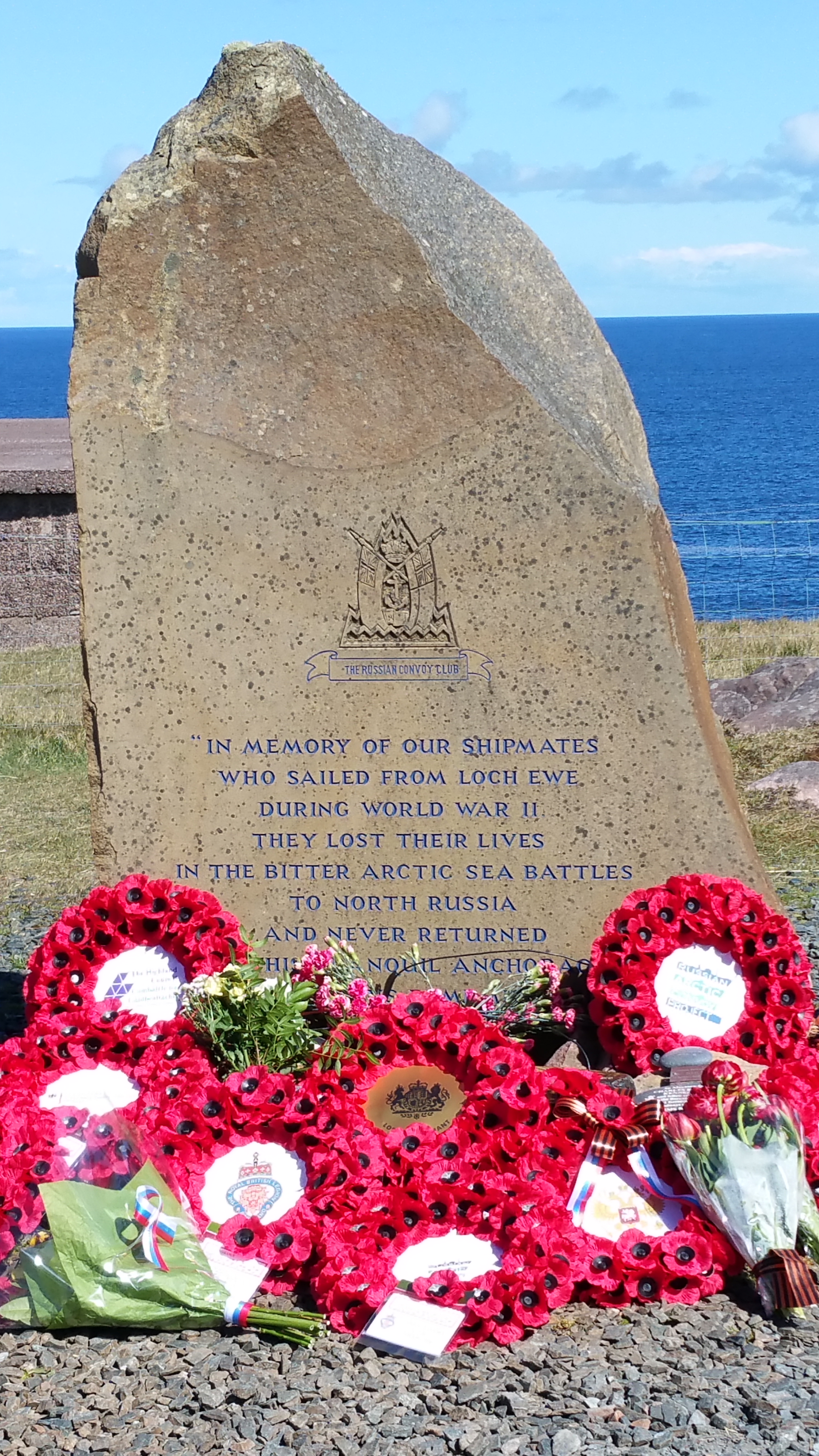
Gedenkstein bei Cove

Nördlich von Cove, in Rubha nan Sasan, steht ein Gedenkstein mit folgender Inschrift: 
"Zum Gedenken an unsere Schiffskameraden, die während des Zweiten Weltkriegs von Loch Ewe aus in See stachen. Sie verloren ihr Leben in den erbitterten arktischen Seeschlachten auf dem Weg nach Nordrussland und kehrten nie zu diesem ruhigen Ankerplatz zurück.
Wir werden uns immer an sie erinnern."

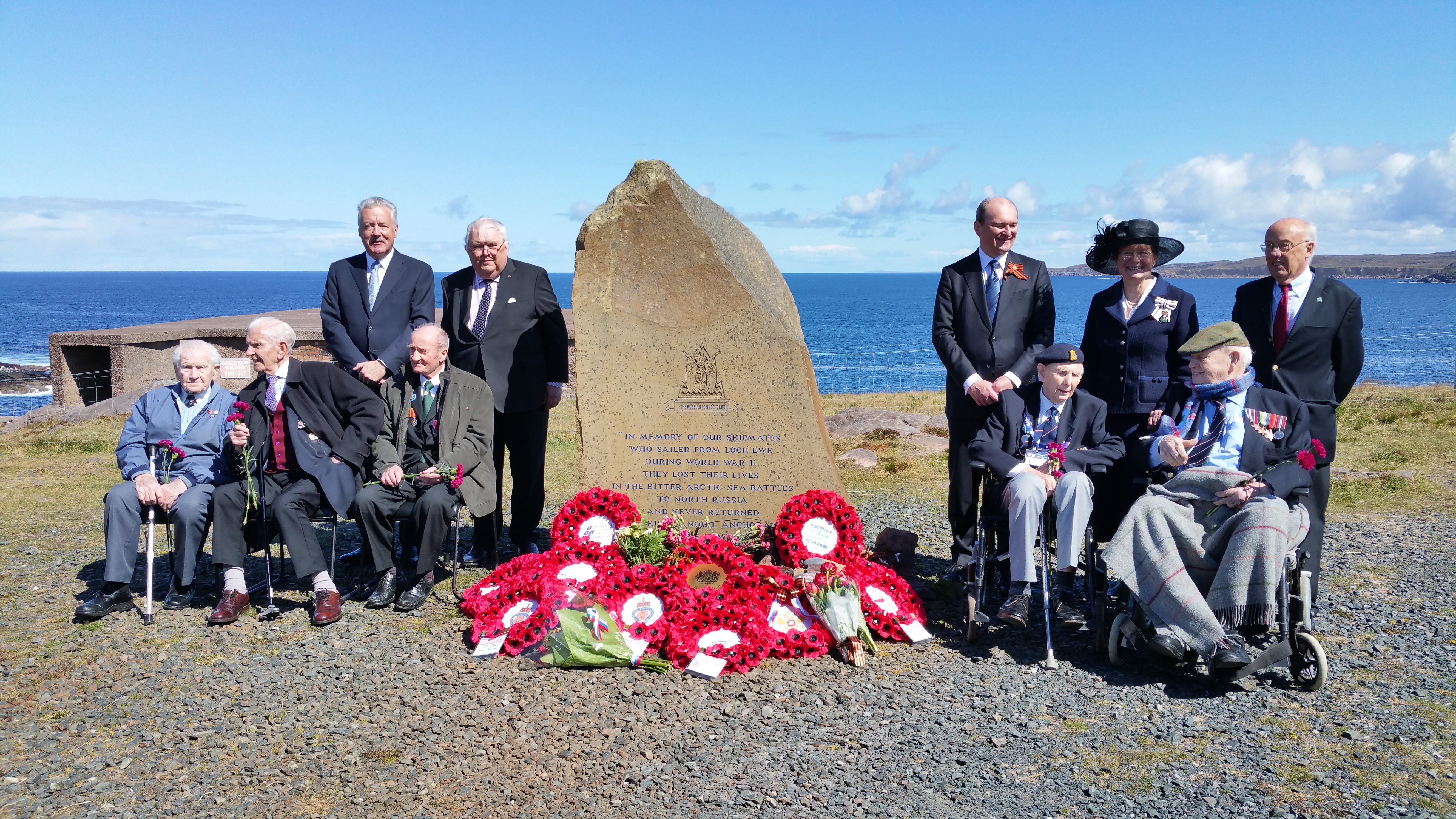
11. Mai 2019 mit Veteranen der Geleitzugschlachten

In dankbarer Erinnerung veranstalteten die örtliche Behörden in Zusammenarbeit mit dem Generalkonsulat der Russischen Föderation in Edinburgh Anfang Mai eines jeden Jahres eine Kranzniederlegung, mit der zum Jahrestag des Endes des Zweiten Weltkriegs in Europa in würdiger Form der auf See gebliebenen Menschen gedacht wird. Im Jahr 2019 war auch der deutsche Generalkonsul in Edinburgh zur Teilnahme eingeladen, was als außerordentlicher Akt der Versöhnung gewertet wurde.
In Aultbea befindet sich das Russian Arctic Convoy Museum, von ehrenamtlichen Mitarbeitern des Russian Arctic Convoy Project eingerichtet und betreut. Es zeigt zahlreiche Ausstellungsstücke rund um die Geschichte der Nordmeergeleitzüge.

## Kultur und Tourismus
Loch Ewe wird oft für seine landschaftliche Schönheit gelobt, vor allem bei den Aussichten vom sogenannten Mitternachtsspaziergang in Richtung Loch Kernsary. Dies ist auch Thema vieler schottischer Musikstücke, genannt Strathspeys, die noch heute in lokalen Ceilidh gesungen werden.
Inverewe Garden, eben nördlich von Poolewe an der A832 gelegen, wird vom National Trust for Scotland unterhalten und bietet eine außergewöhnliche Anlage mit vielen Pflanzenarten, bis hin zu tropischen Gewächsen, die aufgrund der vom Golfstrom erzeugten milden Klimabedingungen gedeihen.
In seinem Kompendium der Volks- und Feenwelt hält Sir George Douglas fest, dass die Dialoge der Vorfahren und die mythologischen Apologien der schottischen Bauernschaft und die volkstümlichen Bräuche, nach denen sie erzählt werden, "immer noch auf den abgelegenen westlichen Inseln von Barra lebendig sind, wo sich die Menschen in den langen Winternächten in Scharen versammelten, um denjenigen zuzuhören, die sie für gute Vertreter dieser Kunst hielten. Seit Menschengedenken überlebte der Brauch in Poolewe in Ross-shire, wo die jungen Leute sich nachts zu versammeln pflegten, um den alten Leuten zuzuhören, wie sie die Geschichten ihrer Vorväter vortrugen.